# شمس‌پور
شمس‌پور (به انگلیسی: Shamaspur) یک روستا در پاکستان است که در ناحیه جهلم واقع شده‌است. شمس‌پور ۵٬۰۰۰ نفر جمعیت دارد.